# Morgenberghorn
Das Morgenberghorn ist ein 2249 m ü. M. hoher Berg am Südufer des Thunersees im Berner Oberland in der Schweiz. Es liegt im Westen des Saxettals.
Der Gipfel des Morgenberghorns ist nur zu Fuss erreichbar. Der Aufstieg erfordert keine Bergsteigerkenntnisse, jedoch Trittsicherheit. Aufstiegsmöglichkeiten bestehen ab Leissigen und Aeschi über den Nordwestgrat und von Saxeten aus über den Rengglipass und den Südgrat. Der Nordostgrat von Interlaken aus weist sehr schmale und ausgesetzte Stellen auf und ist keine offizielle Aufstiegsroute.

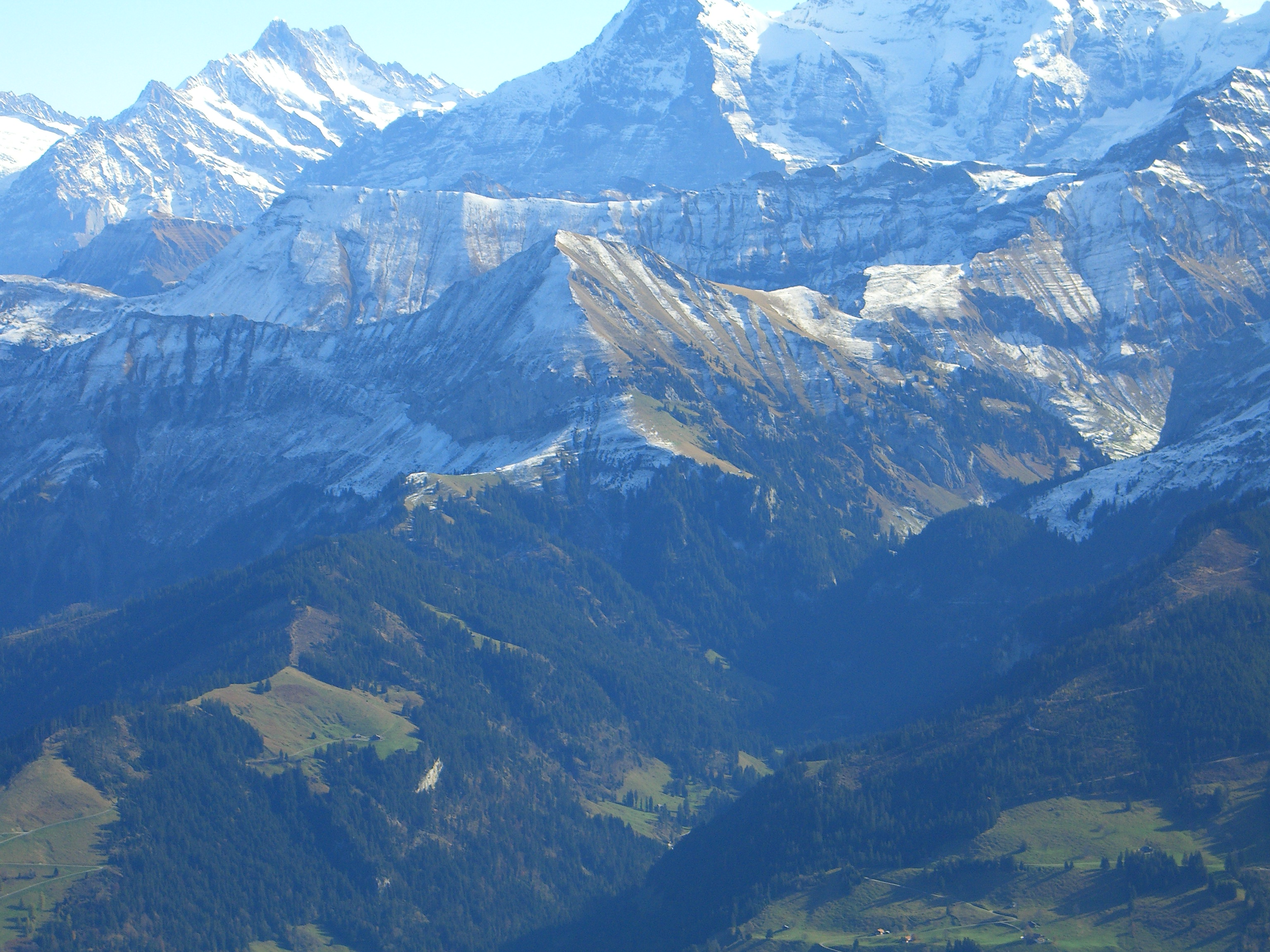
Morgenberghorn (im Bildzentrum) vom Niesen aus gesehen

Südlich des Morgenbergs erhebt sich die Schwalmere (2777 m ü. M.), durch den Rengglipass (1879 m ü. M.) getrennt.